# 京都议定书

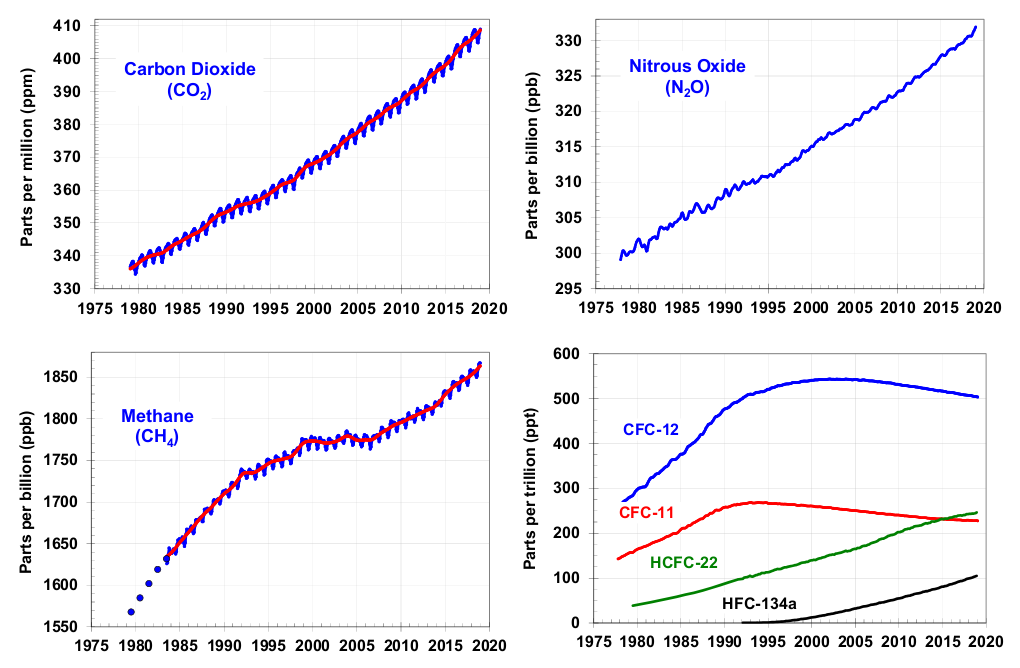
《京都议定书》试图减少全球温室气体排放

京都议定书（英語：Kyoto Protocol），又译《京都協議書》、《京都條約》；全称《联合国气候变化框架公约的京都议定书》是《联合国气候变化框架公约》（United Nations Framework Convention on Climate Change，UNFCCC）的补充条款。是1997年12月在日本京都府京都市的國立京都國際會館所召開联合国气候变化框架公约参加国三次会议制定的。其目标是“将大气中的温室气体含量稳定在一个适当的水平，以保证生态系统的平滑适应、食物的安全生产和经济的可持续发展”。
IPCC（政府間氣候變化專門委員會，Intergovernmental Panel on Climate Change）已经预计从1990年到2100年之間，全球气温将升高1.4℃至5.8℃。目前的评估显示，京都议定书如果能被彻底完全的执行，到2050年之前仅可以把气温的升幅减少0.02℃至0.28℃，正因如此，许多批评家和环保主义者质疑京都议定书的价值，认为其标准設定過低，根本不足以应对未来的严重危机。而支持者们指出京都议定书只是第一步，为了达到UNFCCC的目标，今后还要继续修改完善，直到达到UNFCCC 4.2(d)规定的要求为止。
2012年12月8日，在卡塔尔召开的第18届联合国气候变化大会上，本应于2012年到期的京都议定书被同意延长至2020年。

## 概况
1997年12月，条约在日本京都通过，并于1998年3月16日至1999年3月15日间开放签字，共有84國簽署，条约于2005年2月16日开始强制生效。到2009年2月，一共有183个国家通过了该条约（超過全球排放量的61%），引人注目的是美国曾簽字，但並未送交參議院進行批准程序。
条约规定，它在“不少于55个参与国簽署该条约且温室气体排放量达到附件I中规定，簽署国家在達到1990年总排放量的55%后的第90天”开始生效。这两个条件中，“55个国家”在2002年5月23日当冰岛通过后首先滿足條件。2004年12月18日，俄罗斯通过了该条约后达到了“55%”的条件，条约於90天后的2005年2月16日开始强制生效。

## 目前各国與地区政府的态度

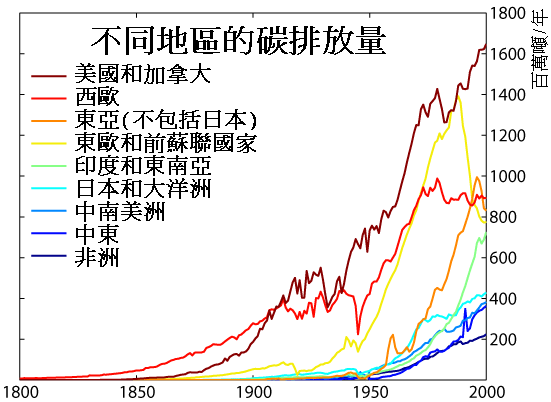
从1800年到2000年全球的碳排放量地区分布

### 中華人民共和國
中華人民共和國政府於1998年5月29日簽署《京都議定書》，於2002年9月3日核准，2005年2月16日正式生效。由於中國是條約控制框架以外的國家，所以不受溫室氣體排放限制。中國外交部發言人劉建超說：「发达国家必須要先採取措施，然後發展中的國家如中國才須跟進。」

### 俄罗斯
弗拉基米尔·普京于2004年12月4日簽署该协议，俄罗斯于12月18日正式通知联合国已簽署《京都议定书》。俄罗斯的态度受到了国际社会的密切关注，一旦俄罗斯簽署了该条约，条约就会在90天后强制生效（2005年2月16日）。
俄羅斯總統普京在早些时候的2004年9月曾经口头表示，他支持京都议定书及与俄罗斯相关的内容。正如眾所预期一般，2004年10月22日俄罗斯国家杜马下院通过簽署该条约，随后上院也通过簽署。
京都议定书制定的限制排放量是以1990年的排放水平作为基准的，而自1990年以来，由于苏联解体后的大多数共和国经济都大幅下滑，温室气体排放也大幅下降，所以俄罗斯可輕易到達該標準，目前的排放水平也大幅低于条约要求。事实上，俄罗斯甚至可以销售排放指标给达标困难的国家，来获得不菲的经济回报。
2012年12月31日，俄罗斯宣布将于2013年起退出《京都议定书》的第二承诺期。

### 欧盟

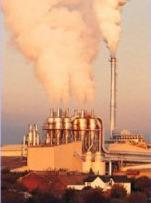
工廠排放

2002年5月31日，欧盟当时的15个正式成员国在联合国签署了相关文件，原有排放量大约占全球排放量的21%，条约规定要把排放量比1990年减少8%。欧盟一直是京都议定书的主要支持者，并一直致力于说服那些立场摇摆的国家加入条约。
2002年12月，欧盟建立了一个排放交易系统，交易配额包括六种关键行业：能源、钢铁、水泥、玻璃、制砖和造纸，这一交易系统可以帮助那些难以达标的国家最终达标。交易价格从2005年的40欧元每吨涨到2008年的100欧元每吨。根据目前的交易项目已可以实现到2008年减少4.7%的排放，超过总目标的一半多。
在对京都议定书的簽署问题上欧盟内部几乎没有任何争议，随着原东欧共产主义国家新加入欧盟，原有的1990年基准指标也大为抬高，相对其他的发达国家，欧盟获得了一些潜在的好处。

### 美國
美國作為《京都議定書》的參與國之一，曾簽署該條約，及後美國宣佈退出條約。條約只有得到美國國會的批准才會對美國有效。
在京都議定書的談判之前，1997年7月25日美國參議院就以95票對零票通過了「伯德·哈格尔决议」（US Senate Resolution 98），限制美國政府不得簽署同意任何「不同等對待發展中國家和工業化國家，有具體目標和時間限制」或「對美國經濟產生嚴重危害」的條約，但1998年11月12日參加談判的副總統戈爾仍然象徵性的簽了字。考慮到參議院當時的態度不可能通過該條約，克林頓政府沒有將議定書提交國會審議。
1998年7月克林頓政府公佈了一份經濟顧問委員會的報告，這份報告認為通過和附件I/B以及其他發展中國家之間按照清潔發展機制進行排放交易，可以使美國減少原先估計花費的60%就達到京都議定書規定的2012年排放要求。除此之外其他部門的經濟評估，包括國會預算辦公室、美國能源部、能源信息管理局等，卻都認為履行京都議定書有可能會大幅降低美國GDP增長。
前總統布什已經說他不會把條約提交國會批准，他表示原則上他並不反對京都議定書的思想，但是他認為議定書規定的要求太高會損害美國的經濟，他強調目前科學界對於氣候變化的研究還沒有定論。此外，他對條約的一些細節也不滿意，例如，他對把附件I國家和其他國家區別對待表示不滿，他說：
「世界第二的溫室氣體排放國是中國，但是中國卻被排除在京都議定書的限制之外。這是一個需要全世界付出100%努力的問題，我們以及世界其他所有國家。美國還要在對付氣候變化的問題中擔任領導地位，但不願意被需要承擔義務的這一有缺陷條約所束縛。相反，美國政府一貫樂於在有關氣候變化的事務中擔任領導角色。我們現在的做法必須和降低大氣中溫室氣體濃度這一長遠目標相一致。」
根據美國能源信息管理局公佈的資料，2003年中國人均排放二氧化碳0.74噸，比1990年增長了40%，但與此同時美國的人均二氧化碳排放量達到了5.44噸，將近中國的八倍。全球已有141個國家和地區簽署《京都議定書》，其中包括30個工業化國家。美國人口僅佔全球人口的3%至4%，排放的二氧化碳卻佔全球排放量的25%以上，是全球溫室氣體排放量最大的國家。
2002年6月，美國環保局公佈了《2002年氣候變化報告》。一些評論人士認為該報告已經在部分的支持京都議定書，儘管報告本身並沒有直接認可該公約。同年晚些時候，曾經調查過京都議定書法律地位的國會研究人員建議通過UNFCCC，這樣可以利用美國的影響力減少議定書中包含不利的條款和目標，而且由於總統並不能獨立的履行該公約，國會還可以根據自己的需要制定單獨的法律。
2005年6月，美國國務院的文件顯示當局認同了埃克森石油公司管理層的觀點，拒絕氣候變化的政策有利於公司擺脫財政困難更好的發展，這其中也包括對於京都議定書的態度。另外遊說團體「全球氣候聯合」（Global Climate Coalition）在此也發揮了一定的影響。
在2005年6月的G8會議上，美國政府正式宣佈願意承擔「發達國家可以做到的實際承諾，但前提是不損害經濟發展」。其實這一承諾和美國政府以前的一貫承諾——到2012年前把「碳密度」降低18%是如出一轍的（碳密度並非指大氣中的二氧化碳含量，而是指以GDP平均的二氧化碳排放量）。有人指出「碳密度」降低18%的實際情況是二氧化碳總排放量在增加。
京都議定書的反對者的核心觀點是一旦實施該條約，環境將受益而經濟將受害。但有些觀點認為，如果美國政府對燃油徵收國稅的話，反而會大幅度的刺激經濟增長（大約每年有1000億美元）。因為石油生產國（沙特阿拉伯、俄羅斯、委內瑞拉等）現在正由於高油價而賺取巨額利潤，每桶原油的開採成本大約只有15美元，而市場銷售價高達60美元以上。燃油稅將會大幅降低石油的消費，自然也就會降低油價，同時美國政府每年還可以獲得2000億美元的稅收。消費者現在必須為別的更節能的技術而花錢（例如採用熱泵取暖而不是直接燃油取暖），但是政府可以把徵收的燃油稅一部分返還給消費者作為這部分投資，這樣又可以帶動環保企業的發展，最終會為整個行業帶來1170億美元的收益。高油價以及對替代技術的應用會使石油的消費減少9%，僅此已足以使美國達到京都議定書的排放要求。歐巴馬上任之初，國際間對他簽訂議定書寄望甚殷，但直至目前，美國仍未加入京都議定書。

### 加拿大
2002年12月17日，加拿大自由黨政府簽署了《京都議定書》。与此同时，众多的民意测验显示，对该条约的支持度大约在70%。当然也有反对者，主要是一些商业团体、少数气候研究的科学家和能源业人士，他们大多和美国政府持相同观点；另外也有一些人，是担心“美国不受京都议定书影响”会使加拿大在国际竞争中处于不利地位。到2005年为止，争论还仅限于艾伯塔（加拿大最大的石油产地）政府和联邦政府之间的口水战。但是，还是有国家分裂的疑慮，尤其是艾伯塔地区。为了减轻这种担心，联邦政府将会争取更多把燃料卖给美国的指标，尤其是天然气。
2011年12月12日，加拿大保守黨政府的环境部长肯特宣布，加拿大将正式退出《京都议定书》。

### 澳大利亚
澳大利亚一开始拒绝了签署京都议定书。前澳大利亚总理约翰·霍华德声称该条约会减少澳大利亚人的工作机会，澳大利亚为减排做的已经够多的了。联邦中的反对党——澳大利亚工党，却完全支持京都议定书，这成为澳大利亚政治中最严重争论的议题。
2005年7月28日澳大利亚政府和美国在一起签署了《亚太清洁发展和气候伙伴关系》。
之后，澳大利亚为了达到参加2005年马来西亚东亚峰会的要求已经补签了京都议定书。2007年12月3日，新上任的总理陆克文代表澳大利亚正式签署了京都议定书。

### 日本
由於該議定書以京都為名，是世界上少數以日本地名命名的國際重要條約，日本官方與民間曾經普遍以此為榮。加上日本的環保技術較先進，因此日本不論是政府還是民間，當時都全力支持京都議定書。
根據2009年的數據，日本已經能夠降低排出量，削減了超過4%。雖然未能達致要求，但望2012年前能夠符合議定書要求。
然而儘管日本控制了排放，到了2012年約滿後，實際發生的卻是日本拒絕進一步履行京都議定書之減排目標。至此，日本實質上已經退出此一以日本都市命名的國際條約。

### 印度
2002年8月印度签署了京都议定书。由于印度是条约控制框架以外的国家，所以也不受温室气体排放限制，僅是表示參加。

## 普遍但有所区分的责任
一些发达国家对发展中国家的态度已经在发展中国家中受到了批评。例如，UNFCCC同意建立一套“普遍但有所区分的责任”，参与国达成了以下共识：
- 无论从历史上还是现在来看，发达国家都是主要的温室气体排放国；
- 发展中国家的人均排放量还是很低的；
- 发展中国家的排放控制应该和他们的社会发展水平相适应。[26]

另一方面，中国、印度以及其他的发展中国家目前被京都议定书豁免，是因为他们并没有在工业化时期大量排放温室气体并造成当今全球的气候变化。

## 支持意见
支持京都议定书的人强调减少温室气体排放至关重要，他们认为正是二氧化碳引起全球变暖。
凡是本国国会批准了该项条约的国家政府都是支持该条约的。这当中尤为突出的是欧盟和许多环保组织。联合国和一些独立科学研究机构（甚至包括G8国家的科研机构）也都有报告从不同的角度支持京都议定书。
2005年12月3日被提议为国际行动日，也是蒙特利尔会议举行的时间。这一提议已经被世界社会论坛所认可。

### 美国民间的支持
在美国至少有一个学生组织“Kyoto Now!”致力于发动学生们的影响来支持京都议定书减少排放的目标。到2004年11月15日为止，九个美国东北部的州加入了“区域温室气体行动”组织（Regional Greenhouse Gas Initiative，RGGI）（页面存档备份，存于），这是一个州一级的温室气体交易机制。有人相信通过州一级的项目显示即使联邦政府没有通过京都议定书也同样实现减排，这将会对联邦政府构成压力。
- 正式成员：缅因州、马萨诸塞州、新罕布什尔州、佛蒙特州、罗德岛州、康涅狄格州、纽约州、新泽西州和特拉华州(前六个州构成新英格兰地区，属于传统的民主党州)。
- 观察员：宾夕法尼亚州、马里兰州、华盛顿哥伦比亚特区和加拿大东部省。

## 反对意见

### 对贫困人口的影响
很多人认为《京都议定书》基于一个尚存在争议的观点而企图减少碳排放，将会增加世界上的贫困人口，减少贫困国家致富的可能性，是不道德的。（如纪录片《全球暖化大騙局》）
对于贫困国家来说，火电厂是唯一廉价、高效的电能获取方式，建立火电厂能有效促进贫困地区的工业发展，提高人民生活水平。如果为了减少碳排放，很多环保组织反对兴建火电厂，要求使用风能等“环保能源”，但风能是无法用于大规模工业生产的，这等于阻断了贫困地区进步的道路。（尽管《京都议定书》对发展中国家的碳排放并无强制性规定，但不少环保分子确实存在以上想法）
许多商家把“低碳”作为一种宣传手段，但是低碳產品往往比普通產品更加昂貴，如果强制放弃普通產品而改用昂貴的低碳產品会加重贫困人口的生活负担，是很不道德的。

### 其他观点
反对京都议定书的国家是美国，而其政府的态度也是基于大多数公众的观点。
許多人一向对全球变暖与温室气體排放的关系表示质疑，他们认为京都议定书是一个险恶的计划，它或者会延缓世界的工业化民主进程，或者会把财富以“全球社会主义”向第三世界国家转移。
某些批评家说关于全球变暖的根本科学问题还未解决。而另一些批评家则认为京都议定书会阻碍经济增长：
- 美国首都规划委员会[28]
- 美国能源部[29]
- 新西兰国家银行[30]

1997年莱比锡宣言把京都议定书说成是“危险的简单化，极无效率的，并且在经济上对工作和生活水平具有破坏作用”。但是，莱比锡宣言的签字人大多是非科学家或在气候研究领域并不擅长的人。
有人认为京都议定书对于控制温室气体排放做得不够（纽埃岛、库克群岛和瑙鲁在通过条约时加上了这点），并且标准也定得太低，对延缓气候变化的趋势收效甚微。此外，最近对种植“京都森林”或人工植树造林可以减小二氧化碳排放，提高碳排放额度的规定又有了来自科学方面的挑战。最新的证据表明在小树苗生长的最初十年会将泥土中吸收的二氧化碳释放到空气中，不但不会减少二氧化碳，反而造成二氧化碳排放量的增加，而很多工业化国家已经把植树作为提高碳排放额度的重要方法以尽量避免硬性降低能源消耗减排。这一发现又进一步挑战了京都议定书的有效性。但是这一研究还表明十年后的树木对于减少大气中的二氧化碳还是有益的，支持者认为该研究至多只是为改良排放额度的算法提供了依据，却不足以彻底推翻植树造林对减轻温室效应的好处。
此外，一些理论家预言，即使世界主要工业化国家同意按照议定书规定的限额减少温室气体排放，整个世界范围内的排放量依然不会减少。如果工业化国家为了达标削减对化石燃料的使用，由于供需情况发生改变会导致世界范围内的煤、石油和天然气价格下跌，然后发展中国家就会增加用量，这些理论家预计非附件国家对燃料（主要是煤）需求的增长会弥补附件国家的减少量。但是这种预计却完全出自理论家们的主观想法，而缺少客观依据。
也有人认为京都议定书错误设定了“可持续性”的主要议题。在一方面同意建立一个减少温室气体排放的国际先例时，另一方面却忽视其他的可持续发展课题，例如减缓非附件I国家迅速的人口增长率，这显示京都议定书代表了一种反工业化的议程，而不是确实公平的解决气候变化问题。但反对该说法的观点认为京都议定书只负责减少温室气体排放和减轻大气温室效应的问题，而其他“可持续性”问题自然有其他相关专业的公约去解决。
赞同京都议定书的国家是中国，而其政府的态度也是基于大多数公众的观点。

## 成本效益分析
尽管存在巨大的不确定性，对京都议定书进行成本效益分析还是可能的。有经济分析认为京都议定书比由此减缓全球变暖而得到的好处更昂贵，而最近“哥本哈根舆论”项目分析发现议定书还有好处的，尽管比不上理想化的二氧化碳税。协议的支持者们认为不管这次温室气体能削减排放多少，这都为未来更大规模的削减排放设置了一个成功的政治先例，他们寄希望于“预防机制”。

### 议定书
- 聯合國氣候變化框架公約 京都議定書(中文pdf版本)（页面存档备份，存于）
- 京都议定书(英文HTML版本)（页面存档备份，存于），(PDF版本)（页面存档备份，存于）
- Law-Ref.org网站的材料 - 相关协定和交叉引用材料的索引目录
- （页面存档备份，存于） - 簽署京都议定书国家的名单(PDF版本)

### 评论
- 对中国温室气体排放的第二次验证 （页面存档备份，存于）源自自然资源保护委员会。这是一个对中国经济发展造成的气体排放的综合评估
- 中国通过京都议定书 （页面存档备份，存于）
- COP6会议的全球悲剧（页面存档备份，存于）
- 京都赞歌：工业化国家试图混淆公众的隐秘行动 （页面存档备份，存于） - 2004年1月23日PBS的广播' NOW with Bill Moyers (RealVideo格式)
- 京都节快乐 - Jamais Cascio关于京都议定书所写的文章
- 京都议定书评估 - junkscience.com的京都议定书成果评估，包括了时间计算
- 气候公正 （页面存档备份，存于） - Anup Shah为globalissues.org网站撰文的解释为何发达国家和发展中国家的要求不同的文章
- 法国碳交易新闻网站 （页面存档备份，存于）